# Llywelyn ap Seisyll
Llywellyn ap Seisyll (? – 1023) va ser un rei de Powys, de Gwynedd i de Deheubarth que visqué al segle xi. Els Annals de l'Uster l'anomenen Rei dels Britons

## Biografia
No se sap gaire cosa del seu pare, Seisyll, que possiblement no era de sang reial. D'acord amb algunes genealogies, Siesyll i el seu fill Llywelyn estaven associats a Rhuddlan, potser com a senyors del commote de Rhuddlan a Tegeingl. Prawst, esposa de l'un i mare de l'altre, podia haver estat filla d'Elisedd, un fill -no primogènit- d'Anarawd ap Rhodri, fill del gran rei Rhodri Mawr. L'esposa de Llywelyn, Angharad, era filla de Maredudd ab Owain, que governà grans parts de Gal·les durant uns quants anys.
Llywelyn obtingué el control de Gwynedd en l'any 1018, quan vencé Aeddan ap Blegywryd en batalla, occint-lo amb els seus quatre fills. Posteriorment guanyà també Deheubarth quan, a Abergwili el 1022, vencé Rhain, un pretendent irlandès que pretenia que era fill de Maredudd ab Owain.
Segons els annals de Brut y Tywysogion, el seu regnat va ser de gran prosperitat, "ningú no estava necessitat, ni cap ciutat era buida o deserta". El seu regnat s'acabà bruscament amb la seva mort prematura el 1023. El seu fill, Gruffydd ap Llywelyn, per bé que molt jove en morir el seu pare, acabà tenint el control de la major part del país.